# ジプシー娘 (コレッジョ)
『ラ・ジンガレッラ』いわゆる『ジプシー娘』（ジプシーむすめ、伊: La Zingarella）の通称で呼ばれる『聖母子』（伊: Madonna col Bambino, 英: Madonna and Child ）は、イタリア、ルネサンス期のパルマ派の画家コレッジョが1516年から1517年ごろに制作した絵画である。油彩。主題はエジプトへの逃避の休息である。制作経緯は不明だが、パルマのファルネーゼ家のコレクションに含まれていたことが知られている。現在はナポリのカポディモンテ美術館に所蔵されている。

## 作品
コレッジョは幼児のキリストを抱いたジプシーの衣服を着た聖母マリアを描いている。聖母の表現は愛情深いものであり、キリストを包みこむように優しく身体を前に屈めている。このポーズはゴシック期の《庭園の聖母》を思わせるが、マニエリスム的な新しい感覚で描かれている。画面上では小さな天使が現れてナツメヤシの枝を下に曲げている。これはコレッジョがエジプトへの逃避途上の休息を念頭に制作したことを意味しているが、ここではナツメヤシの実を取る聖ヨセフを省略し、聖母子の愛情深く描くことに焦点を当てている。さらに馬、鞍、杖といった旅のシンボルも省略している。聖母の頭上に現れた天使の描写については、同時期に制作されたブレラ美術館所蔵の『東方三博士の礼拝』（Adorazione dei Magi）との間の親和性が指摘されている。背景の曖昧な印象は保存状態の悪さも影響している。

## 来歴

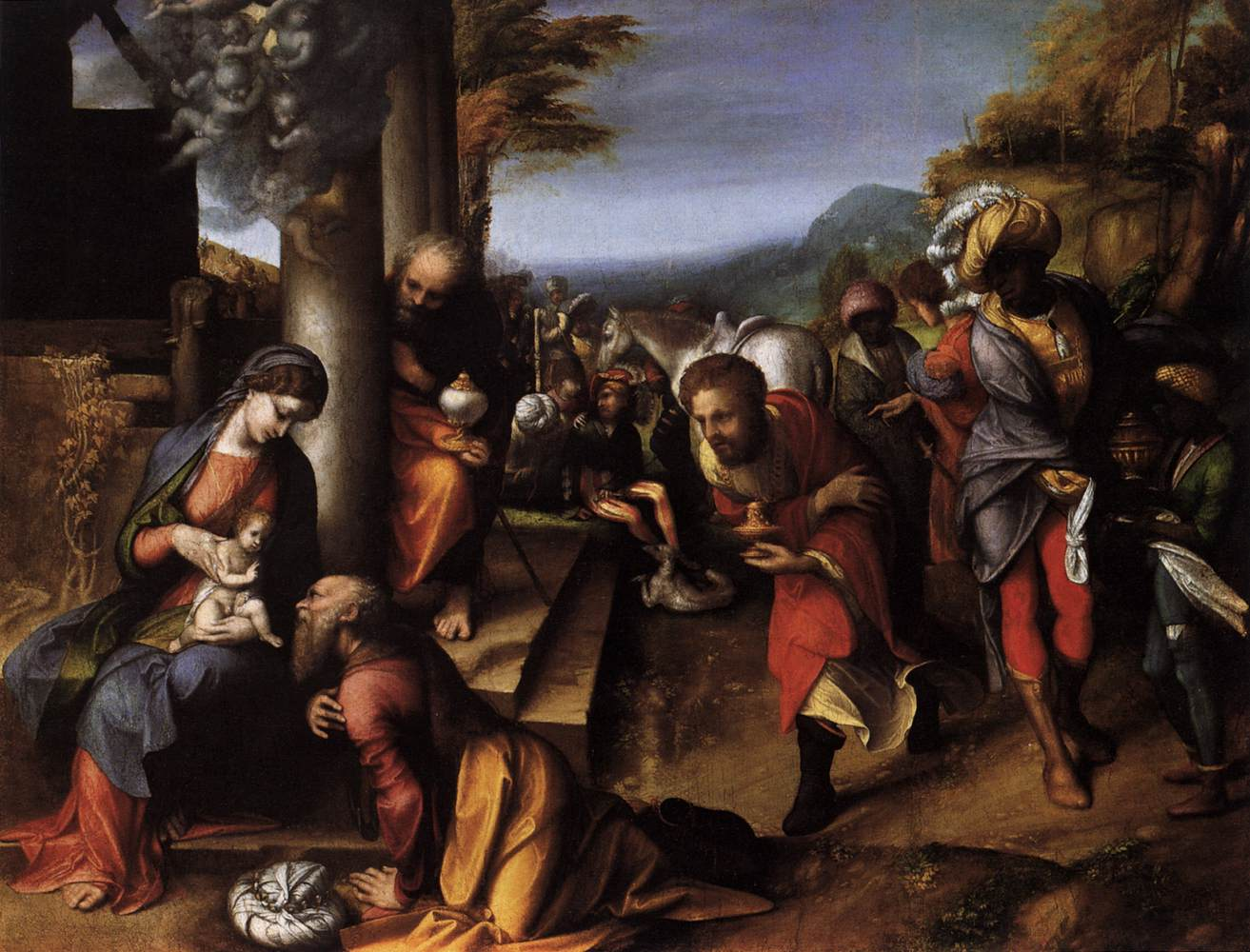
本作品と同時期に制作されたコレッジョの『東方三博士の礼拝』。ブレラ美術館所蔵。

絵画は16世紀後半にファルネーゼ家のコレクションに含まれていたことが知られており、第4代パルマ公爵ラヌッチョ1世・ファルネーゼの衣装部屋の1587年の目録に「コレッジョのジプシーの衣服をまとった聖母の肖像画」と記録されている。その後、絵画は1607年にラヌッチョ1世によって修道女であった妹マルゲリータに与えたが、このときにはすでに『ジプシー娘』の名で知られていた。
印刷物における最初の言及は、1625年のミラノの大司教フェデリコ・ボッロメオの著書『ムセイオン』（Musaeum）である。ボッロメオもまた本作品を『ジプシー』（La Zingara）と呼んでおり、カラッチ一族の1人によって複製が制作されたこと、パルマで目にした絵画がすぐに失われると思わせるほどに当時すでに酷く傷んでいたことを伝えている。ボッロメオによれば本作品の聖母像は教会の規則に違反しており、エジプト人のこそ泥のようだと述べている。それにもかかわらずボッロメオは本作品に非常に魅了され、パルマ派の画家バルトロメオ・スケドーニに複製制作の依頼をする許可をパルマ公爵に求めた。この複製は1610年にミラノに届けられ、フェーデ・ガリツィアやフランチェスコ・デル・カイロなどのロンバルディアの画家たちに影響を与えた。マルゲリータ・ファルネーゼが死去すると絵画はファルネーゼ家に戻り、1734年にナポリに移された。1935年に行われた修復はもともと悪かった絵画の状態をさらに損なわせた。

## ギャラリー
『ラ・ジンガレッラ』の模写の例。

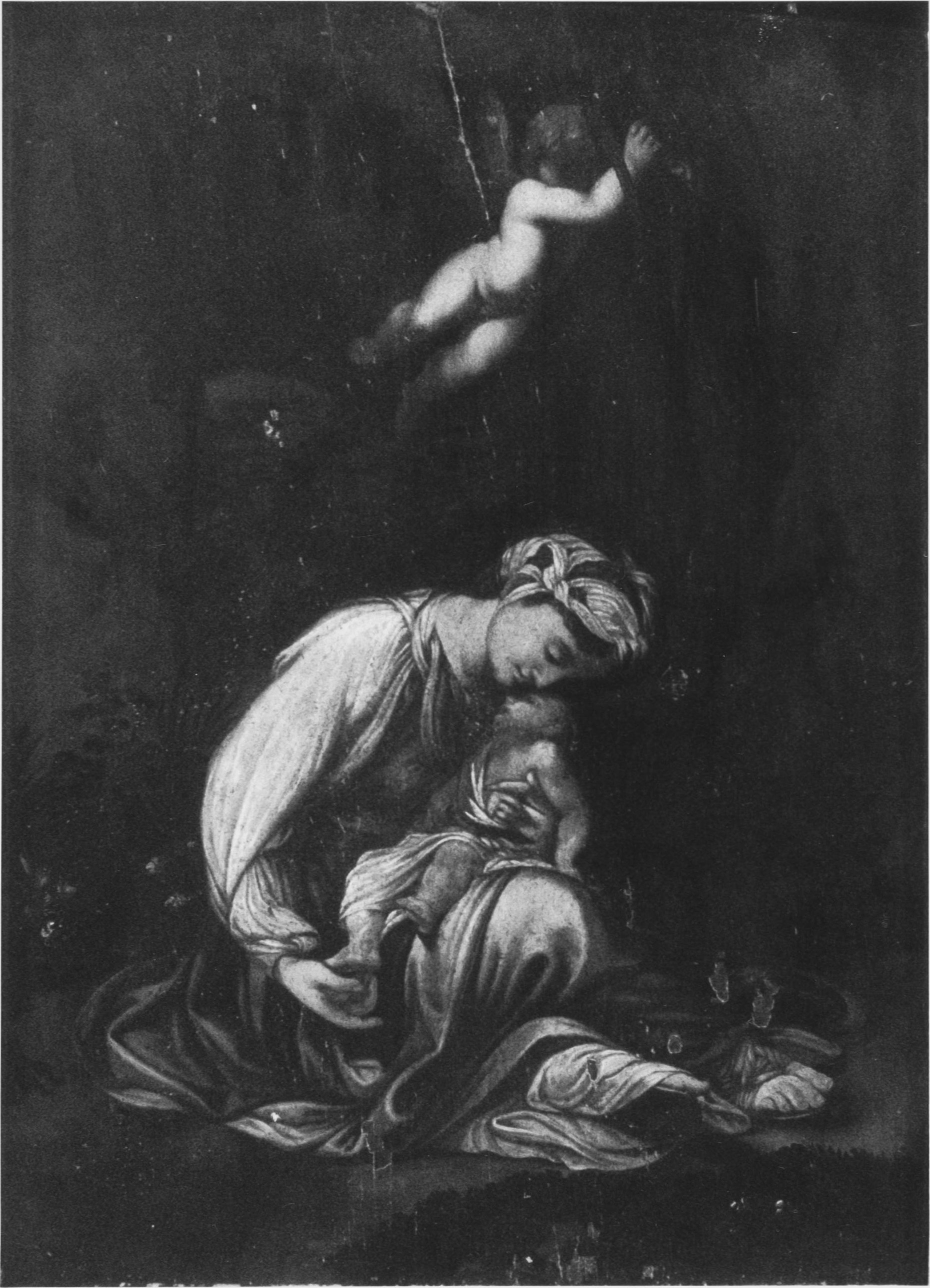
1515年から1600年の間 ボンネファンテン美術館（英語版）所蔵
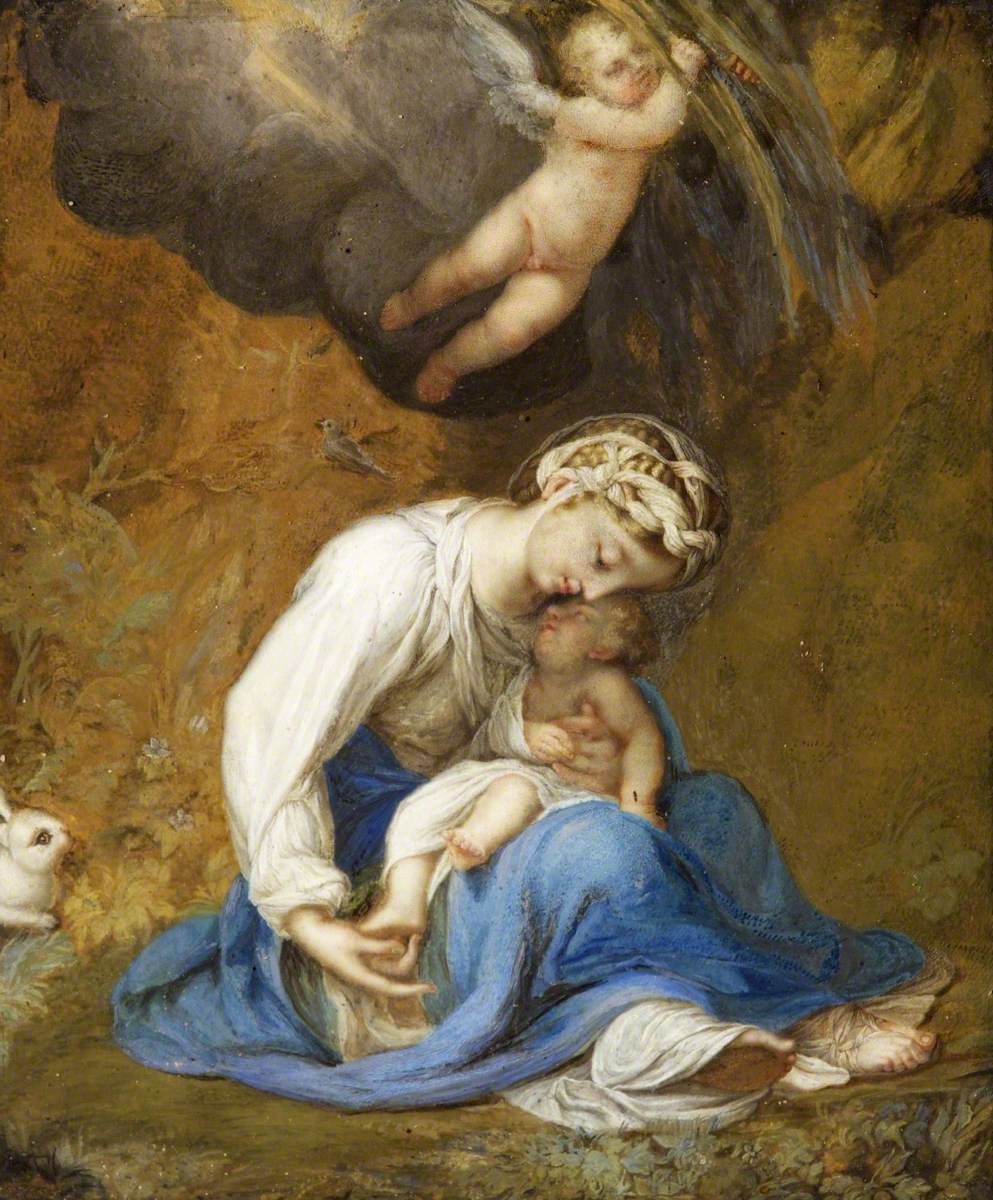
1800年から1899年の間 ナショナル・トラスト所蔵
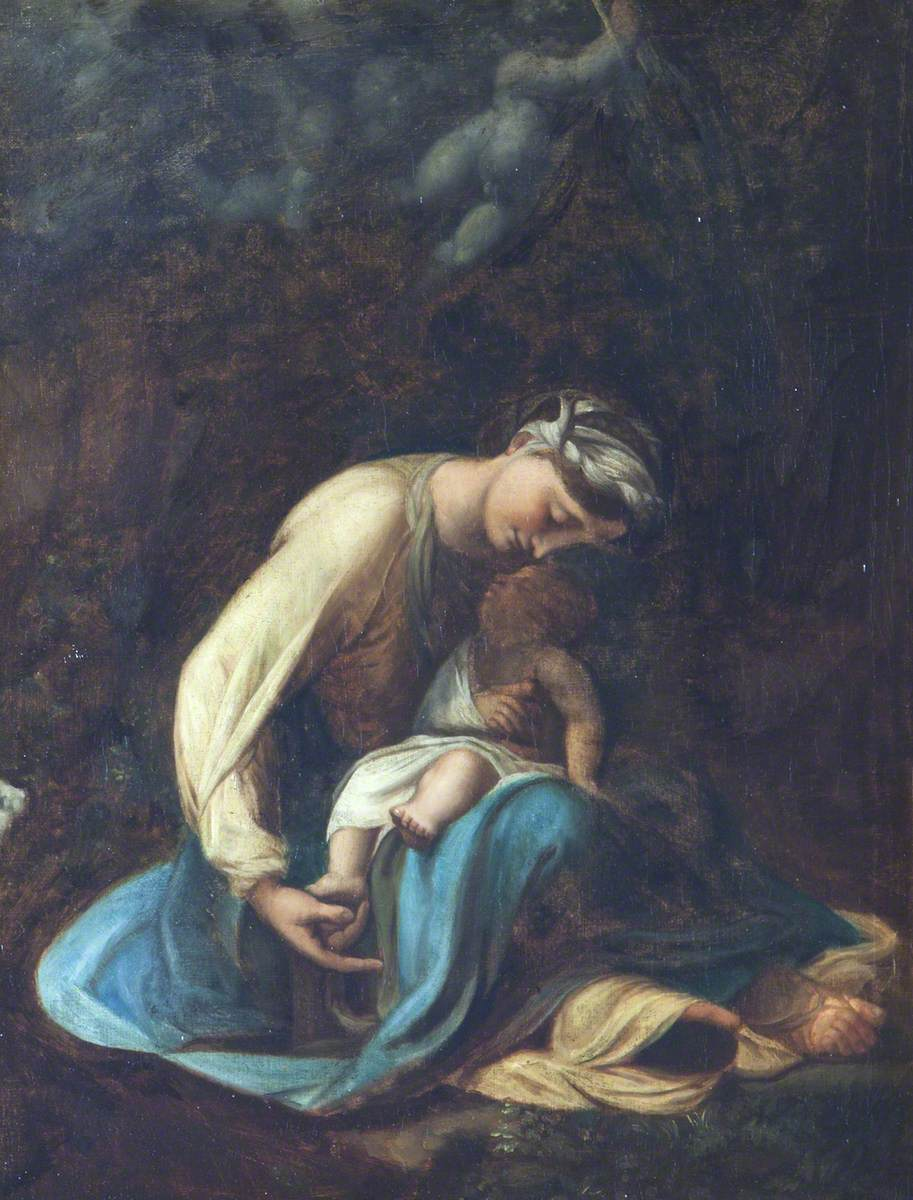
1700年から1934年の間 ナショナル・トラスト所蔵